# Baie des amoureux
La Baie des amoureux est une plage de la commune de Bourail sur la côte ouest de la Nouvelle-Calédonie.

## Présentation
Cette plage se situe dans la baie de Gouaro en face de la passe Popinée. Elle est de la même taille que sa voisine la Baie des tortues. Il y a beaucoup de végétation à l'arrière de la plage. C’est une plage de sable blanc très intime où il y a quelques déchets naturels (bois mort).

## Étymologie
Le terme « Baie des amoureux » vient de l'intimité qui ressort de cette plage. Elle est cachée et elle est entourée de partout comme un endroit pour se retrouver.

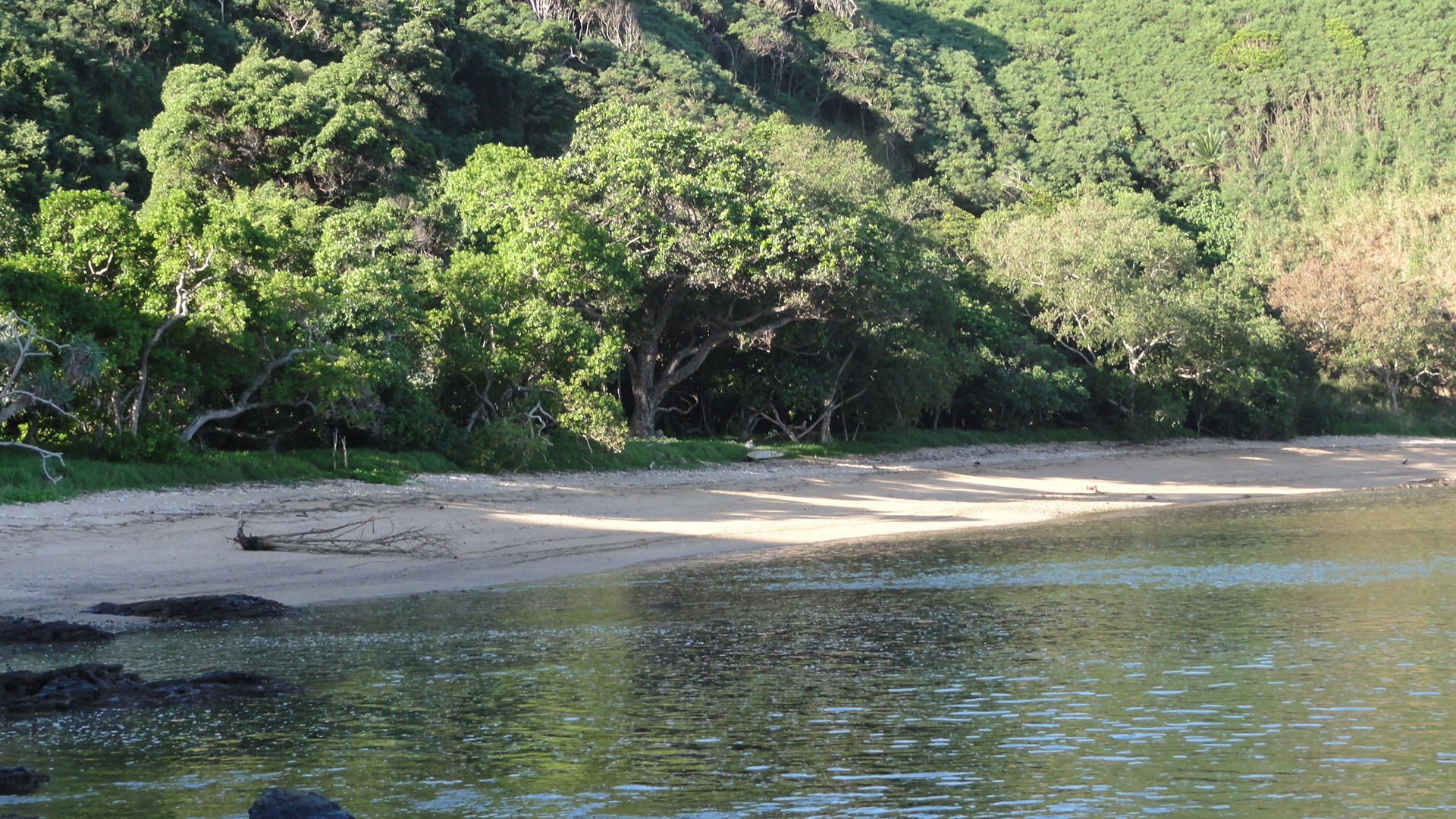
La plage de la Baie des Amoureux

## Baignade
La baignade est autorisée par rapport à sa voisine la Baie des tortues.

## Accès
Il n'y a qu'un seul accès (pédestre), c'est le sentier des 3 baies qui longe les 3 plages (Roche Percée, Baie des tortues, Baie des amoureux).